# Lupinus albus
Lupin blanc
Espèce

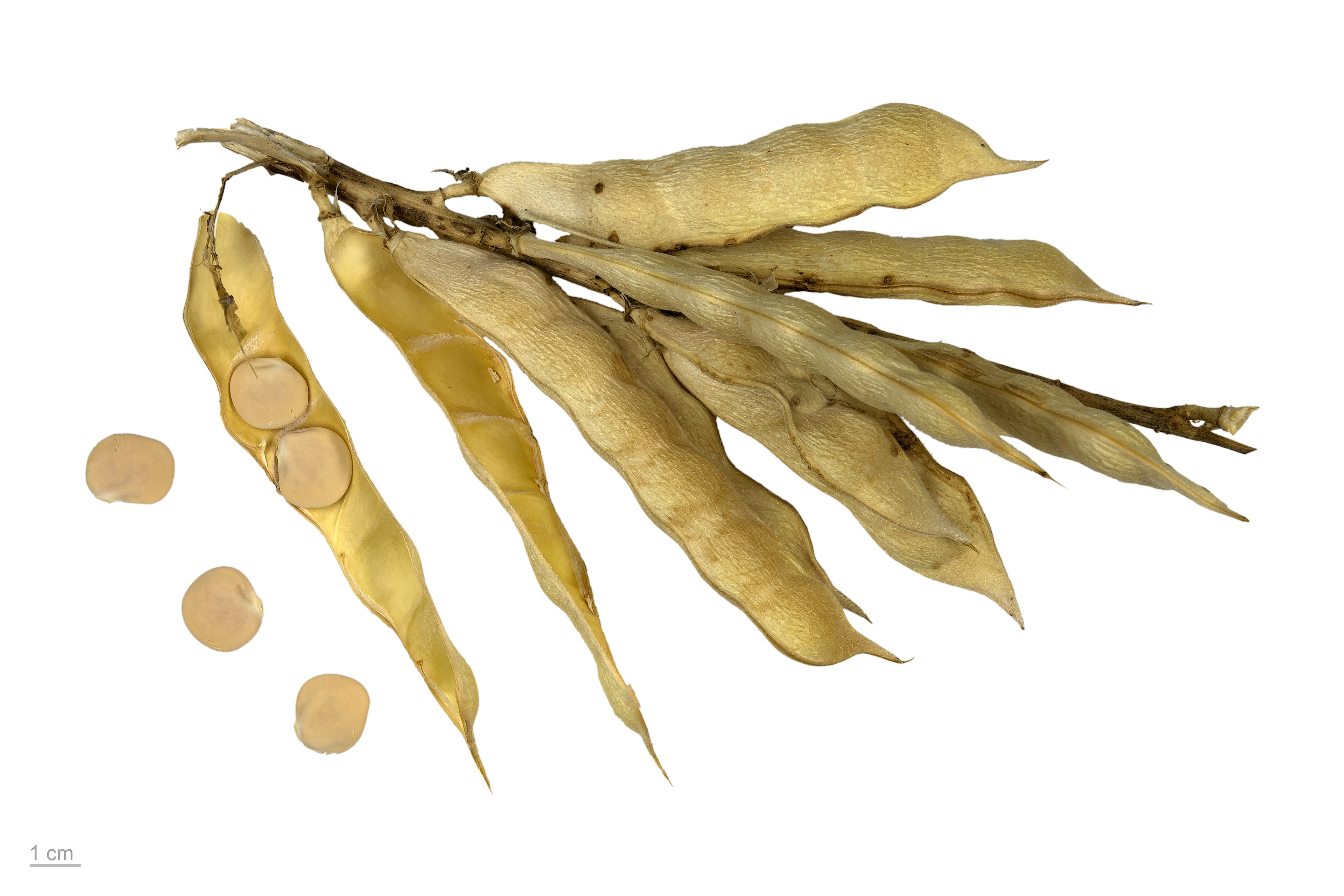
Lupinus albus au Muséum de Toulouse.

Lupinus albus, le lupin blanc, est une espèce de plantes à fleurs de la famille des Fabaceae, sous-famille des Faboideae. C'est une plante herbacée annuelle originaire du bassin méditerranéen, largement cultivées pour leurs graines tant en alimentation humaine qu'en alimentation animale
.
Le terme « lupin » vient du latin lupinus qui a été choisi par Linné pour désigner le genre. C'est l'amertume qui aurait justifié à l'origine le choix du nom, dérivé de Lupus, le loup. Le qualificatif « blanc » fait référence à la couleur des fleurs.
Cette plante protéagineuse, parfaitement adaptée aux climats européens, est d'un grand intérêt en tant que ressource en protéines végétales. Trois autres espèces présentent aujourd'hui un intérêt agronomique pour l'alimentation humaine et animale :
- le lupin bleu ou lupin à feuille étroite (Lupinus angustifolius), cultivé en Australie ;
- le lupin jaune (Lupinus luteus), cultivé en Europe centrale ;
- le lupin changeant (Lupinus mutabilis), cultivé en Amérique du Sud, dans les Andes.

## Aspects botanique

### Description
Le lupin blanc est une plante herbacée annuelle ou bisannuelle, à tendance autogame, plus ou moins pubescente, qui peut atteindre de 30 cm à 1,2 m de haut. En milieu pauvre en phosphore, le lupin blanc produit des amas racinaires particuliers, appelés racines protéoïdes, afin d'optimiser l'absorption de ce nutriment. Les feuilles de 4-5 cm à pétioles érigés et 5-9 folioles oblongues, pointues glabres au-dessus et velues en-dessous. Les inflorescences sont des grappes terminales laches et sessiles de 5-10 cm de long comprenant jusqu'à 25 fleurs sessiles. Corolle blanc bleuté, lilas ou violacée de 20 mm de long. Gousse de 6-13 cm de long, pointue, velue et de couleur jaune ou brune contenant 2-6 graines. Graine aplatie, à contour plus ou moins carré, de 7-15 mm de long, à épiderme lisse et blanc jaunâtre ou rose.

### Répartition et habitat
L'espèce est présente à l'état sauvage dans l'est du bassin méditerranéen : dans le sud des Balkans, en Sicile, Corse et Sardaigne, dans les îles de la mer Égée, ainsi qu'en Israël, Palestine et en Asie mineure
On la rencontre dans les prairies naturelles et les pâturages, sur les pentes herbeuses, principalement sur sols sablonneux et acides.
Le lupin blanc est cultivé traditionnellement dans l'ensemble du bassin méditerranéen ainsi que dans l'est de l'Afrique (Égypte, Soudan, Éthiopie). Sa culture s'est étendue plus récemment vers l'Europe occidentale et centrale, jusqu'en Russie et Ukraine, puis dans les Amériques, en Afrique tropicale et australe et en Australie.

### Taxonomie
Le lupin blanc est l'espèce type du genre Lupinus.
Classification intraspécifique de Lupinus albus L. :
on distingue aujourd'hui deux sous-espèces :
- Lupinus albus subsp albus, qui est la forme cultivée,
- Lupinus albus subsp graecus (Boiss. et Spun.) Franko et Silva (1968) ((synonyme : Lupinus graecus Boiss. & Spruner), ancêtre sauvage de la précédente.

### Variétés cultivées
Il existe plus de 20 variétés de lupins inscrites dans le Catalogue européen des espèces et variétés. 13 variétés de lupins sont actuellement inscrites au Catalogue officiel français

## Histoire
C'est probablement en Égypte que le lupin a été adopté ; on en trouve des restes archéologiques à partir de l'époque romaine. Pour les Romains, le lupin était avant tout une plante utilisée pour améliorer les sols pauvres et nourrir le bétail. Théophraste cite le lupin comme une plante sauvage selon son nom grec « thermos » (chaud) qui s'expliquerai par l'amertume de la graine. Les arabes ont emprunté le nom grec devenu termïs ou turmüs et ont diffusé le lupin au Maghreb et en Andalousie . Le nom grec est passé à l'espagnol « altramuz » et au portugais « tremoço ». Il est devenu courant dans la péninsule ibérique et dans le sud de la France de vendre le lupin dans la rue comme amuse gueule. Dans le sud de la France, le lupin est consommé sous forme de graine saumurée appelée tramousse.

## Culture
Le lupin d'hiver se sème en octobre-novembre, celui de printemps de janvier à mars suivant les régions.
Le lupin développé supporte mal le passage d'une herse étrille, il faudra souvent lui préférer la bineuse. Le désherbage peut s'effectuer en pré-levé avec un produit à base de clomazone ou d'isoxaben.
Un apport d'engrais phospho-potassique en végétation peut être nécessaire suivant la richesse du sol, l'apport de fumier est déconseillé.
Le rendement varie de 15 à 50 q/ha suivant le semis et la pluviométrie.

## Utilisation

### Alimentation humaine

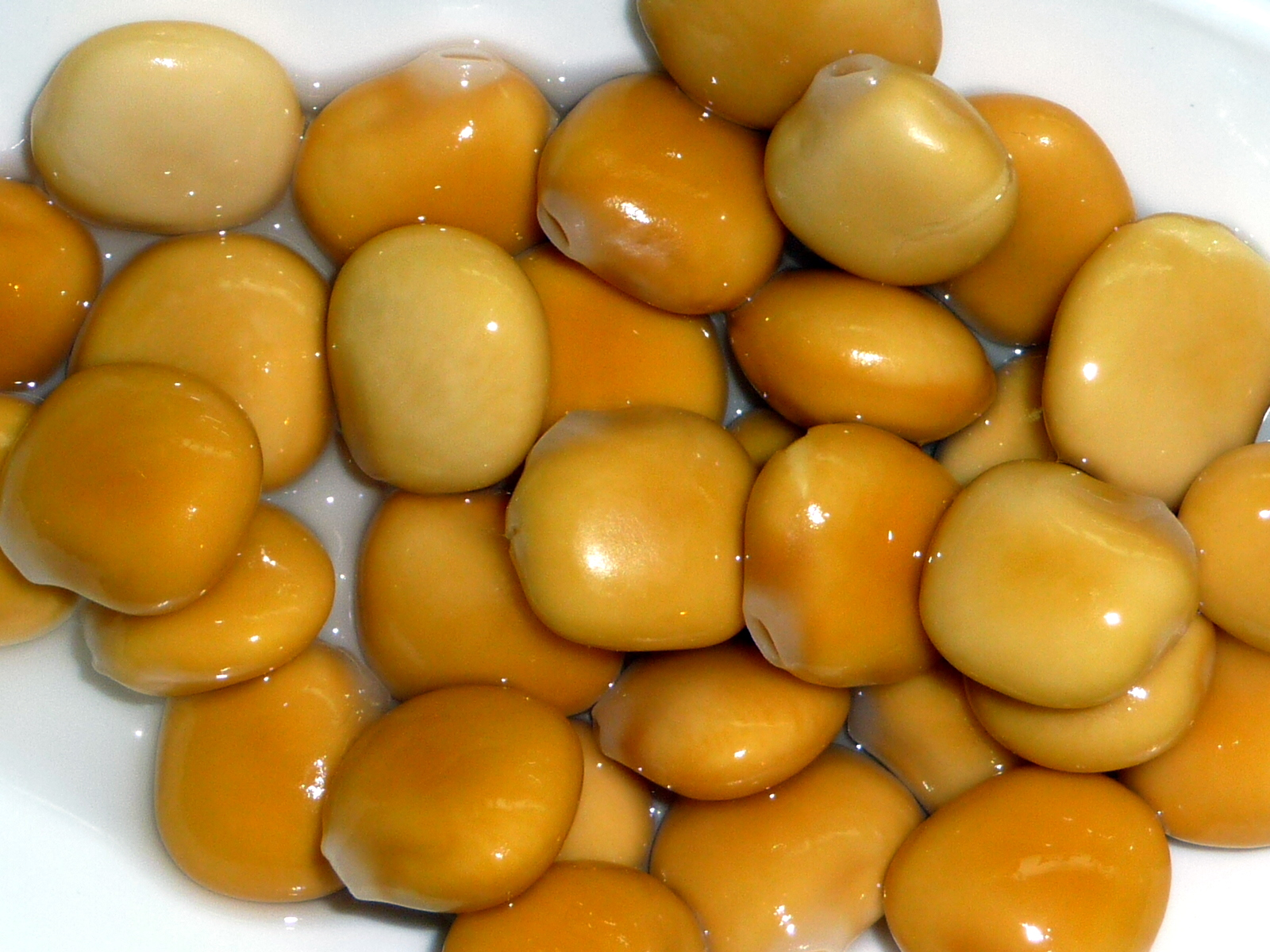
Tramousses Graines saumurées de Lupin blanc consommées à l'apéritif

La graine de lupin, également appelée par métonymie lupin, est un aliment. Il est surtout utilisé comme amuse-gueule.
Pour le préparer il faut le faire tremper dans de l'eau froide salée, après cuisson, pendant une semaine, en renouvelant l'eau deux fois par jour; cela permet d'éliminer les substances toxiques et amères qu'il contient.
Il se présente parfois sous forme de semoule à galettes. Au Brésil, il est consommé sous forme de bière.

### Alimentation animale
Pour cet usage, le lupin blanc est couramment cultivé depuis la Grèce antique, comme le lupin jaune doux car ils contiennent relativement peu d'alcaloïdes, contrairement au lupin jaune amer.

### Valeur alimentaire
Comparaison des valeurs nutritionnelles par type de farine (% sur matière sèche de graines décortiquées) :
|           | Lupin | Soja | Farine de blé |
| --------- | ----- | ---- | ------------- |
| Protéines | 43    | 41   | 11            |
| Lipides   | 12    | 25   | 1             |
| Fibres    | 27    | 12   | 2             |
| glucoses  | 13    | 14   | 60            |